# Nikolai Baratov

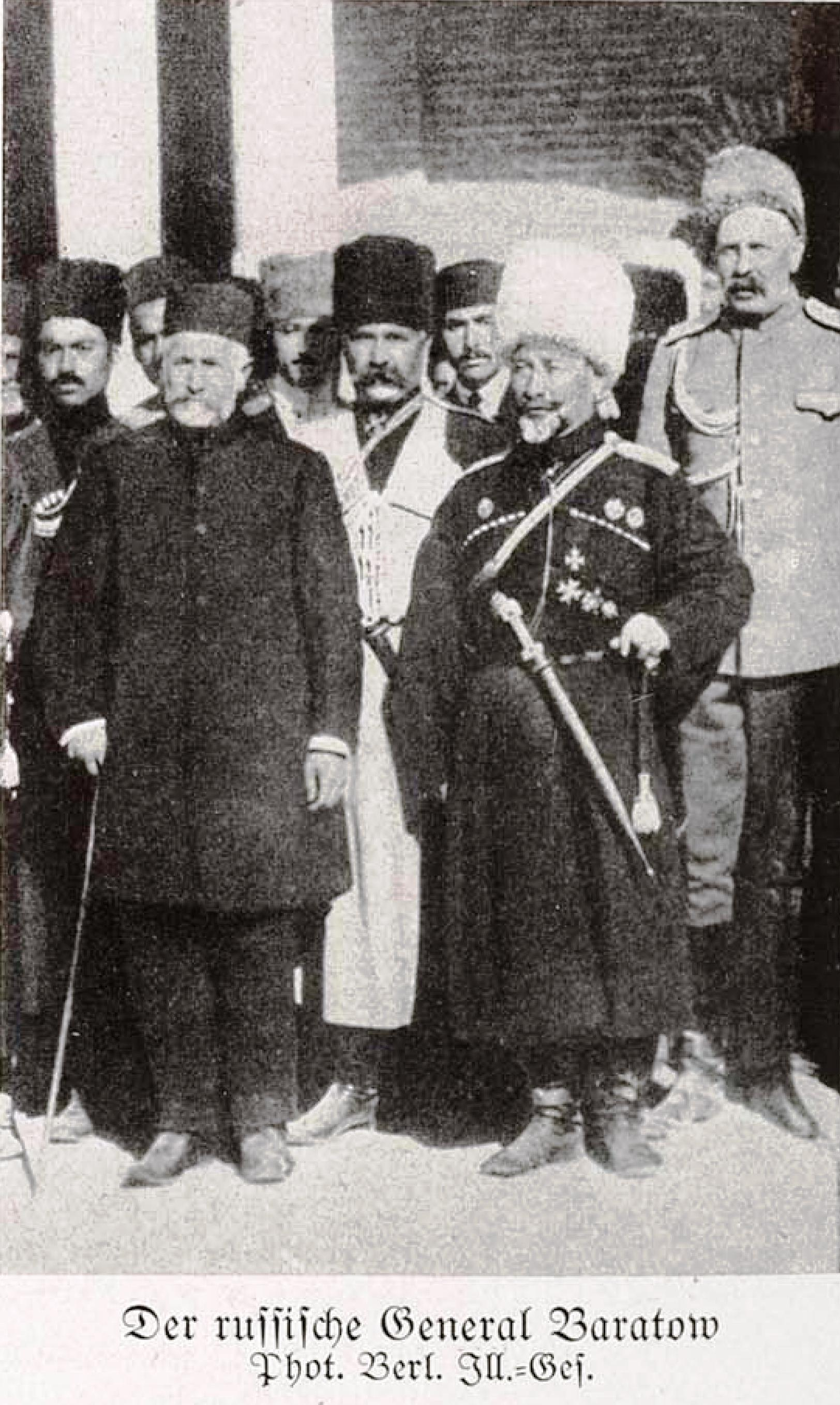
Nikolai Baratov (dreapta) Mohammad Vali Khan Tonekaboni (stânga).

Nikolai Nikolaevich Baratov (rusă Николай Николаевич Баратов n. 1 februarie 1865, Vladikavkaz, Imperiul Rus  – d. 22 martie 1932, Paris, A Treia Republică Franceză) a fost un general al Armatei Imperiale Ruse de-a lungul Primului Război Mondial și Războiului Civil Rus.